# Adrián Leites
Adrián Eloys Leites López (Montevideo, Uruguay, 8 de febrero de 1992) es un futbolista uruguayo, que juega de delantero y media punta. Actualmente juega en River Plate de la Primera División de Uruguay

## Clubes
| Club               | País      | Año         |
| ------------------ | --------- | ----------- |
| Cerro              | Uruguay   | 2010 - 2012 |
| Boston River       | Uruguay   | 2012 - 2013 |
| Cerro              | Uruguay   | 2014        |
| Villa Teresa       | Uruguay   | 2015        |
| Rampla Juniors     | Uruguay   | 2015 - 2017 |
| Deportes Melipilla | Chile     | 2018        |
| Rampla Juniors     | Uruguay   | 2018        |
| Coban Imperial     | Guatemala | 2019        |
| River Plate        | Uruguay   | 2019-2022   |

|Rampla Juniors
| Uruguay 
|presente

### Campeonatos nacionales
| Título                   | Club           | País      | Año     |
| ------------------------ | -------------- | --------- | ------- |
| Torneo de Copa Guatemala | Coban Imperial | Guatemala | 2018-19 |